# 140journos
140journos est un média civique multimédia et communautaire qui traite essentiellement de l'actualité turque. Lancé en janvier 2012 sur Twitter par trois étudiants turcs en réaction au faible traitement médiatique du massacre de Roboski, 140journos s'est popularisé lors des événements de Gezi en 2013.

## Historique
Le 28 décembre 2011, l'armée turque bombarde un groupe de Kurdes originaires des villages de Roboski et de Gülyazı de la province de Şırnak, tuant ainsi 35 personnes. Selon les premiers communiqués officiels, il s'agirait de séparatistes membres du Parti des travailleurs du Kurdistan (PKK), une organisation considérée comme terroriste par la Turquie. Mais on s’aperçoit rapidement que ce groupe de personnes étaient en réalité des contrebandiers qui faisaient passer des produits achetés en Irak pour les vendre en Turquie.
En réaction à cette bavure, qualifiée de « massacre de Roboski », et du manque de couverture objective par les médias plus traditionnels, trois étudiants turcs (Engin Onder, Cem Aydoğdu, Safa Soydan) décident de créer en janvier 2012 un média civique basé à Karaköy, un quartier de la rive européenne d'Istanbul, pour informer sur ce qui se passe en Turquie à travers les réseaux sociaux, et plus particulièrement Twitter (le « 140 » de leur nom renvoie d'ailleurs à la limite de caractères imposée par ce réseau social). Leur première information est diffusée le 19 janvier 2012 sur Twitter. Lors des événements de Gezi en 2013, 140journos passe de 8 000 followers à 30 000 followers sur Twitter, et 250 journalistes bénévoles rejoignent la rédaction.
Fin 2016, le site lance SO by 140journos, l'info en photo et vidéo de 140journos. 
En septembre 2017, le photographe Çağdaş Erdoğan qui travaille avec 140journos est arrêté et accusé d'appartenance à une association terroriste pour avoir photographié le Centre national de renseignement de Turquie.

## Organisation
140journos est un média civique multimédia et communautaire qui traite essentiellement de l'actualité turque. En janvier 2017, il est alimenté par 700 contributeurs bénévoles basés en Turquie.
140journos a été fondé et est dirigé par Cem Aydoğdu, Safa Soydan, et Engin Onder, ce dernier ayant également lancé le magazine Gastronomica pour faire la promotion de la gastronomie turque.